# Theudesinda
Theudesinda (Fries: Thiadsvind) (677 - ?) was een dochter van de Friese koning Radboud. In 711 trouwde zij, als bezegeling van de vrede tussen Friezen en Franken na een periode van oorlogen, met Grimoald, de oudste overlevende zoon van Pepijn van Herstal, de hofmeier van Austrasië. Het huwelijk werd voltrokken door Willibrord, de aartsbisschop van de Friezen. Het is onzeker of zij en haar man in de drie jaar van hun huwelijk (Grimoald werd in 714 in de buurt van Maastricht vermoord door politieke tegenstanders) kinderen hebben gekregen.
In de primaire bronnen is geen verdere informatie over haar leven bewaard gebleven. Door haar zouden de zogenaamde Radboudelingen afstammen van koning Radboud. Directe bronnen die dat kunnen bevestigen ontbreken eveneens.